# Islám v Bosně a Hercegovině

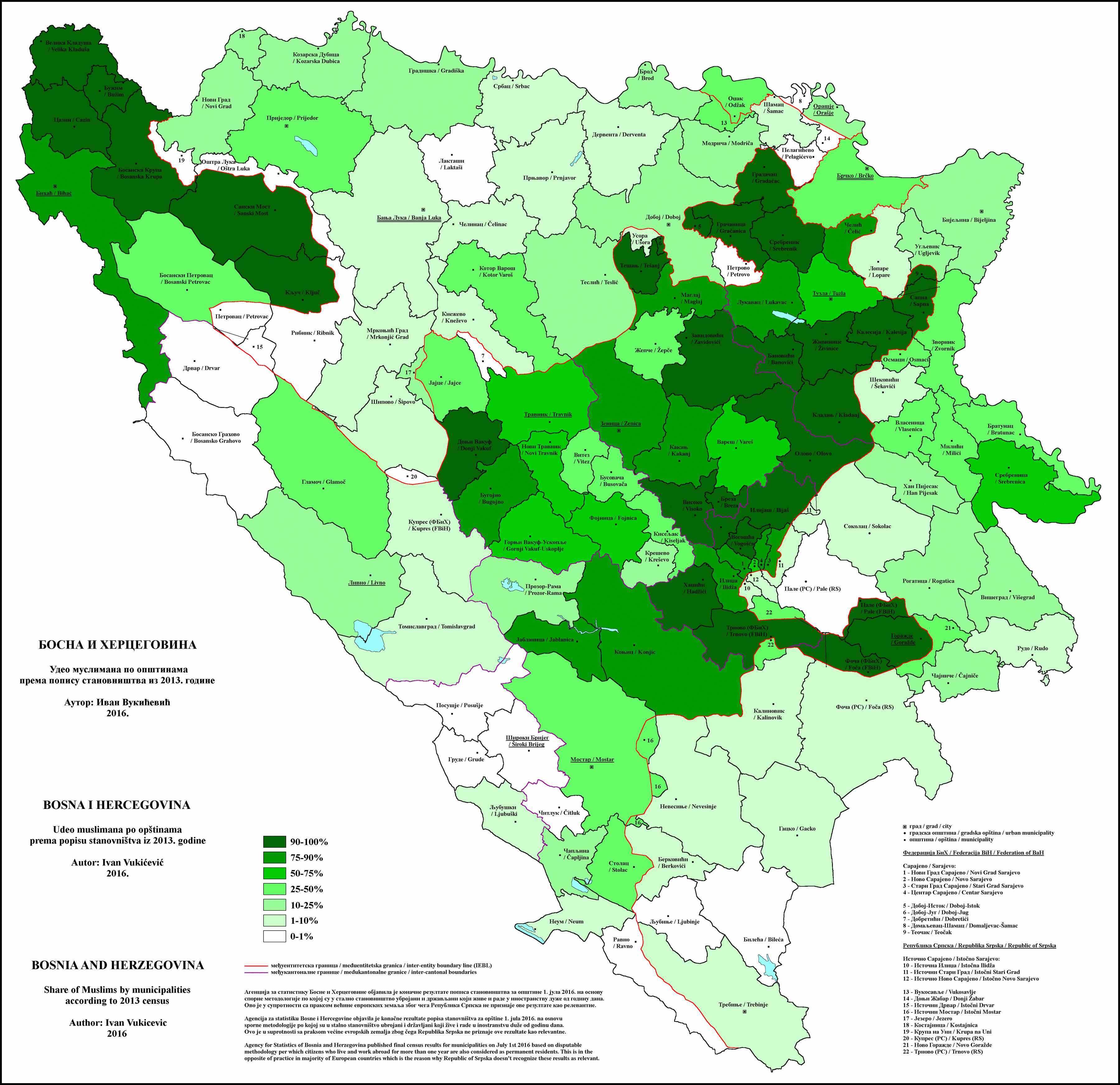
Podíl muslimů v Bosně a Hercegovině dle obcí

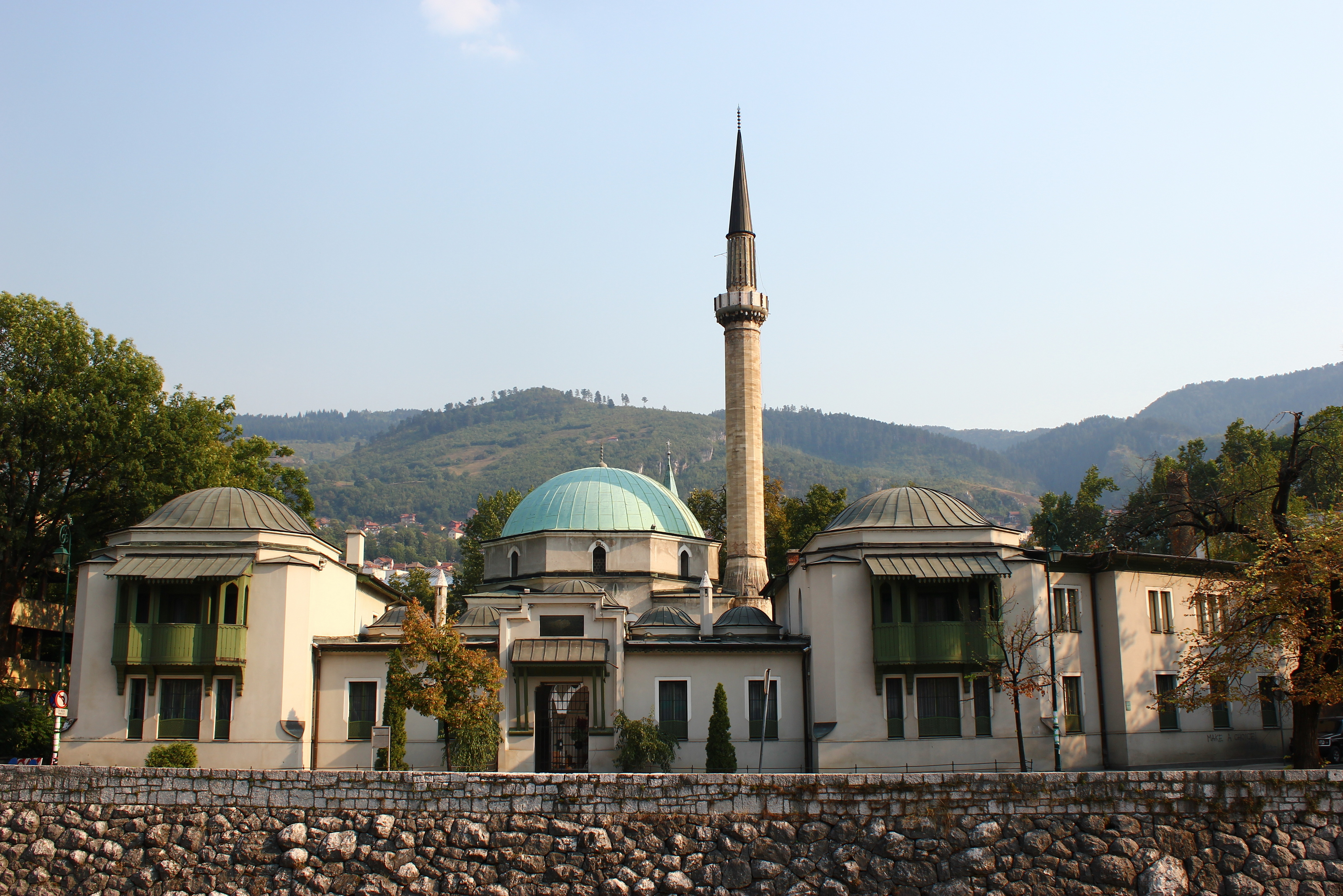
Carova mešita v Sarajevu, sídlo nejvyšší rady duchovních Islámského společenství v Bosně a Hercegovině

Islám je nejrozšířenějším náboženstvím v Bosně a Hercegovině. Při sčítání lidu roku 2013 se k němu přihlásilo 1 790 454 (50,7 %) obyvatel z celkových 3 531 159. Mezi vyznavači islámu převládali Bosňáci, kteří k islámu konvertovali za osmanské nadvlády mezi 15. a 19. stoletím. Bosenskohercegovští muslimové jsou v drtivé většině sunnité hanífovského mazhabu.
Téměř všichni bosenští Muslimové se identifikují jako Bosňáci; až do roku 1993 byli Bosňané muslimské kultury nebo původu (bez ohledu na náboženskou praxi) definováni jugoslávskými úřady jako Muslimani (muslimové) v etno-nacionálním smyslu (odtud velké M), ačkoli někteří lidé bosenského nebo muslimského původu identifikovali svou národnost (v etnickém smyslu spíše než přísně z hlediska občanství) před začátkem 90. let jako „jugoslávskou“. Malou menšinu nebosňanských muslimů v Bosně a Hercegovině tvoří Albánci, Romové a Turci.
V Bosně a Hercegovině působí muslimská duchovní organizace, Islámské společenství v Bosně a Hercegovině (Islamska zajednica u Bosni i Hercegovini), jejíž kořeny sahají do roku 1882. V čele společenství stojí rada starších (Rijaset), které předsedá reisu-l-ulema. Země je rozdělena na osm diecézí (sg. muftijstvo) s centry ve městech Sarajevo, Bihać, Travnik, Tuzla, Goražde, Zenica, Mostar a Banja Luka. Zvláštní postavení má vojenská diecéze, působící v Ozbrojených složkách Bosny a Hercegoviny.

## Historie

### Osmanské období (1463–1878)
Před příchodem Osmanů na západním Balkáně existovalo Bosenské království, v němž většina obyvatel vyznávala různé varianty křesťanství – pravoslaví, katolicismus i autochtonní podobu křesťanské víry jako byla např. Bosenská církev (Crkva bosanska). Existenci bosenské státnosti roku 1463 ukončila Osmanská říše, která Bosnu dobyla. Král Štěpán Tomašević byl popraven stětím a politickou i ekonomickou moc v oblasti převzali muslimové, nejčastěji konvertité z dříve dobytých balkánských zemí. K masovějšímu přechodu Bosňanů k islámu docházelo zhruba od 30. let 16. století za úspěšné vlády sultána Sulejmana I. Právě v 15.–16. století konvertovali k islámu zejména tzv. bogomilové a vyznavači příbuzných náboženských směrů.
Motivace ke změně konfese je nejčastěji hledána v ekonomické sféře – muslimové obecně platili nižší daně, resp. nemuseli platit zvláštní daň z hlavy (džizja nebo harač, turecky harâc, cizye) – a také v aktivnějším zapojení do fungování dynamicky se rozvíjejícího osmanského státu.[zdroj?] Vyznavači islámu naopak měli vojenskou povinnost. Konverze prakticky ustaly v období kolem Velké turecké války po druhém obléhání Vídně roku 1683, kdy se osmanská říše na evropském bojišti ocitla v defenzívě.
Bosna se po osmanském záboru nejprve stala nižší správní jednotkou, sandžakem, načež se roku 1580 stala vyšším správním celkem, ejáletem (od roku 1864 vilájet). V 15. a 16. století vznikla nová síť městského osídlení (mj. Sarajevo, Mostar, Foča a Banja Luka), v níž dominovalo muslimské obyvatelstvo, osvobozené vojenské povinnosti i zemědělské činnosti.

### Rakousko-uherská správa (1878–1918)

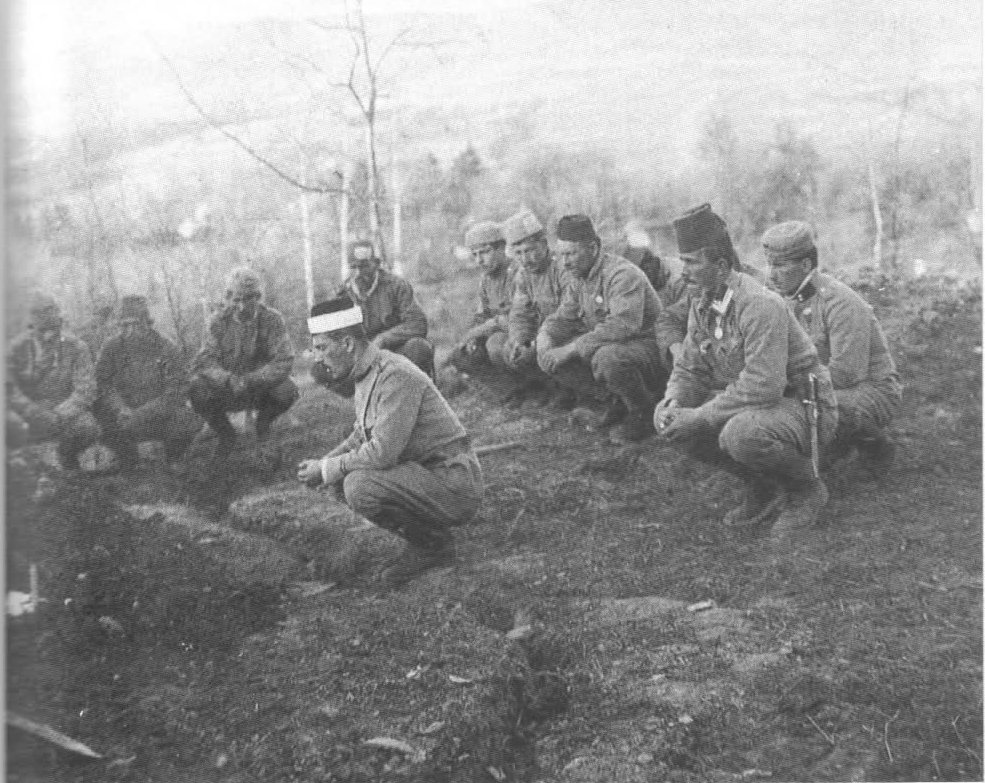
Bosenský vojenský imám v rakousko-uherské armádě

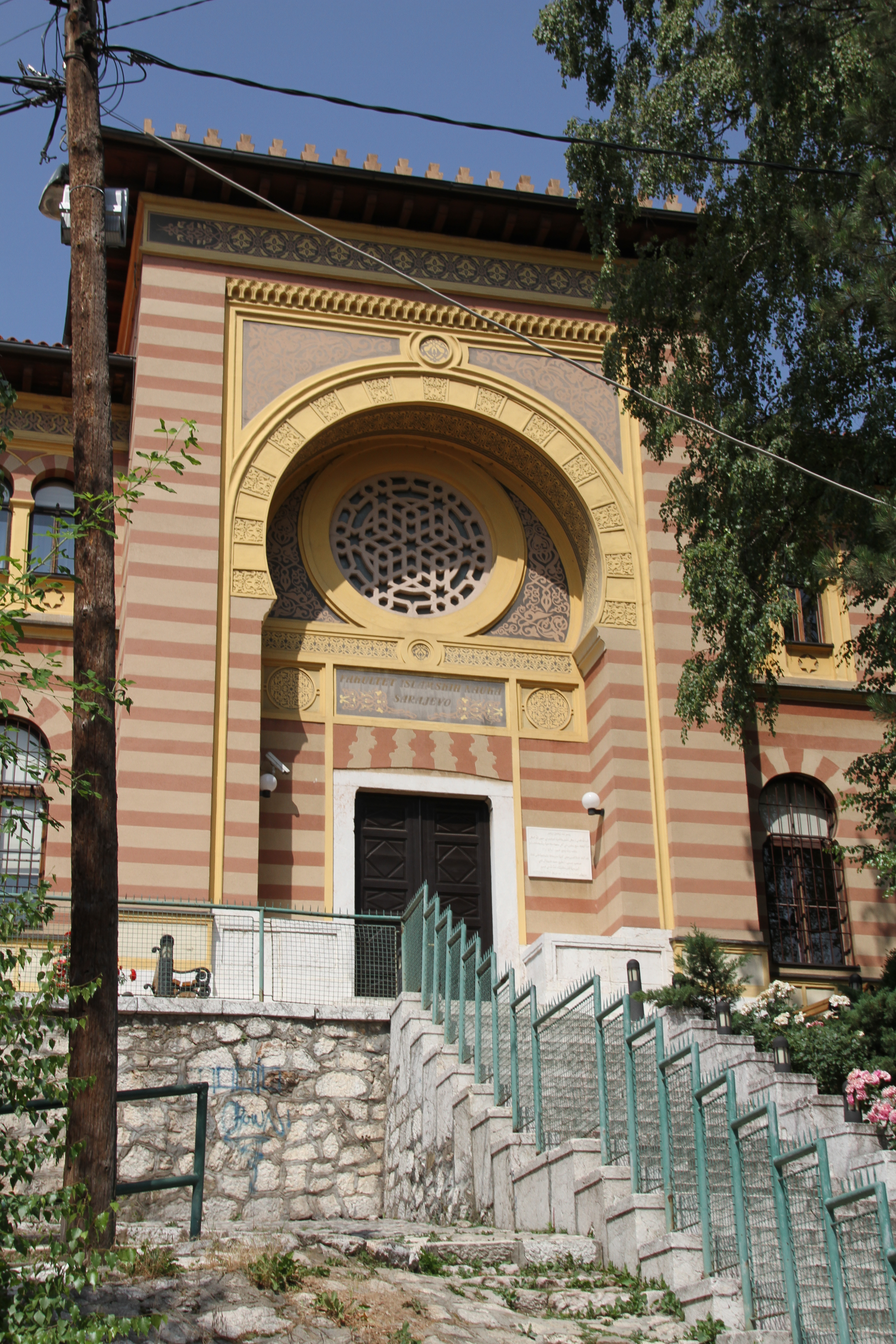
Šarí‘atská soudní škola, založená 1881 a otevřená 1887, dnes Fakulta islámských věd v Sarajevu

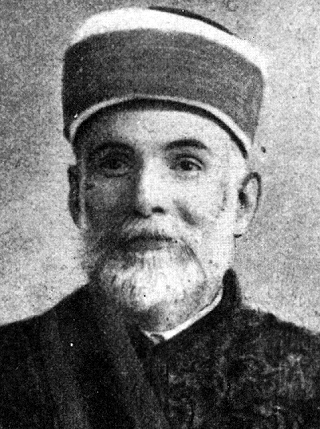
Mehmed Džemaluddin-efendija Čaušević, v letech 1913/14–1930 reisu-l-ulema Islámského společenství

Rozhodnutím velmocí, konkrétně Spojeného království, Ruska, Rakouska-Uherska, Francie a Německa, na Berlínském kongresu v půli roku 1878 byla Bosna a Hercegovina předána do správy habsburského rodu. S rakousko-uherským záborem nesouhlasilo zejména muslimské obyvatelstvo, které proti tradičnímu nepřáteli zorganizovalo neúspěšný ozbrojený odpor.
| konfese   | 1879             | 1885             | 1895             | 1910             |
| --------- | ---------------- | ---------------- | ---------------- | ---------------- |
| muslimové | 448 613 (38,7 %) | 492 710 (36,9 %) | 548 632 (35,0 %) | 612 137 (32,3 %) |
| celkem    | 1 158 440        | 1 336 091        | 1 568 092        | 1 898 044        |

Vídeň, vyjma krátkého období vojenské správy na čele s generálem Josipem Filipovićem, razila politiku konfesní vyváženosti mezi zdejšími muslimy, pravoslavnými, katolíky a židy. Na čele okupační moci stála Zemská vláda, přímo podřízená společné rakousko-uherské vládě, resp. ministerstvu financí. S nástupem ministra Benjámina Kállaye (v úřadu 1882–1903) byla dále rozvíjena politika všestranné izolace Bosny a Hercegoviny od dění v sousedních jihoslovanských zemí, které si činily nárok na její území a zdejší obyvatele považovaly za Srby nebo Chorvaty. V rámci tohoto úsilí došlo k osamostatnění katolické a pravoslavné církve na území Bosny a Hercegoviny a po několikaletém vyjednávání rovněž muslimské obce. Roku 1882 pak vzniklo nezávislé Islámské společenství, v jehož čele stanul reisu-l-ulema (bosensky reisu-l-ulema, dříve též reis-ul-ulema nebo reis-el-ulema), nominálně i sarajevský muftí. Za rakousko-uherské okupace byla muslimům garantována všechna náboženský práva, což stvrdila tzv. Cařihradská konvence mezi podunajskou monarchií a Tureckem z roku 1879 a nakonec i zemská ústava, vyhlášená císařem Františkem Josefem I. roku 1910. Nicméně muslimská komunita měla k habsburské moci značně rezervovaný vztah, který se zprvu projevoval odmítáním všech zaváděných novinek, včetně světského školství, státní služby a povinného odvodu do vojska. Zavedení vojenské povinnosti bylo i záminkou pro ozbrojené povstání muslimů a pravoslavných v Hercegovině roku 1882. Nespokojenost se Zemskou vládou se projevovala i setrvalým vystěhovalectvím do Turecka. Běžné odhady hovoří o 140–150 000 muslimských emigrantů v letech 1878–1912, vystěhovalectví zesílilo po vyhlášení anexe provincie roku 1908 a náhle je přerušily balkánské války.
Nespokojenost s poměry v Islámském společenství a správou vakufů, náboženský nadací, roku 1899 přerostla v zápas o náboženskou autonomii. Ten byl zprvu Zemskou vládu potlačen, ale roku 1906 byl obnoven a záhy přerostl do politického hnutí nazvaného Muslimská národní organizace (Muslimanska narodna organizacija, MNO). Opakovaná vyjednávání se Zemskou vládou skončila bezúspěšně, ale po dokonané anexi Vídeň roku 1909 přistoupila ke konečnému vyhlášení statutu autonomie.

### Království Jugoslávie (1918–1941)
Během rozpadu Rakouska-Uherska na podzim roku 1918 se Bosna a Hercegovina nejdříve připojila ke Království Srbů, Chorvatů a Slovinců, které se následně 1. prosince 1918 formálně spojilo se Srbskem pod názvem Království Srbů, Chorvatů a Slovinců na čele s panovnickým rodem Karađorđevićů. Představitelé někdejší Muslimské národní organizace (od 1912 Sjednocená muslimská organizace) se na procesu jihoslovanské integrace nijak nepodíleli, jelikož usilovali o jakékoli politické řešení, které Bosně a Hercegovině zajistí autonomii. V tomto čase se aktivizovala skupina mladých muslimských intelektuálů kolem Mehmeda Spaha (1883–1939), která přijala za svou myšlenku jihoslovanského státu. Spaho se posléze se svými nejbližšími podílel na vzniku Jihoslovanské/Jugoslávské muslimské organizace (Jugoslavenska muslimanska organizacija, JMO). JMO poté vyhrála parlamentní volby jak mezi muslimy, tak na celém území Bosny a Hercegoviny v letech 1920, 1923, 1925 a 1927.
Nově ustavené Království Srbů, Chorvatů roku 1921 obývalo 11 984 911 lidí, z toho 1 345 271 (11,2 %) muslimů. Bosna a Hercegovina vykázala 1 890 440 obyvatel, mezi nimi 588 173 (31,1 %) muslimů. Na snížení muslimského podílu v populaci se podílela zejména poanexní vystěhovalecká vlna v letech 1908–1912. Válečné ztráty se podepsaly na všech komunitách zhruba stejným dílem.
Bosna a Hercegovina měla zprvu jistou míru autonomie, ta ale byla definitivně odbourána svatovítskou ústavou z roku 1921. Proti centralizaci nového státu JMO ostře vystupovala, nakonec ale ústavu za příslib jistých ústupků podpořila a vstoupila do ústřední vlády. Následná správní reforma, která do jisté míry popřela historické hranice regionů, včetně Bosny a Hercegoviny, však roku 1922 ve straně způsobila rozkol; předseda strany Ibrahim-ef. Maglajlić (1861–1936) chtěl zůstat ve vládě, kdežto mladí straníci kolem Mehmeda Spaha požadovali odchod do opozice. Spahovo křídlo nakonec vyhrálo, Maglajlić nato založil vlastní stranu JMNO (do stávajícího jména strany pouze vetkl adjektivum národní). V příštím volbách roku 1923 si JMO udržela převahu a Maglajlić se stáhl do ústraní. Do roku 1924 JMO vystupovala společně s chorvatskými a slovinskými stranami v opozici, pak se nakrátko stala součástí vládnoucí většiny, nato znovu působila v opozici. JMO získala podporu muslimského elektorátu i ve volbách roku 1925, i když podstatně nižší než v minulosti. Součástí vládnoucí většiny se hnutí znovu stalo roku 1927 a setrvalo v ní až do vyhlášení královské diktatury.
Dvacátá léta byla charakteristická častým střídáním vlád a neustálými mocenskými půtkami mezi vládou a opozicí. JMO si však i přes časté ústrky dokázala udržet postavení vedoucí strany mezi muslimy. Muslimská komunita měla přitom k novému státu ambivalentní vztah: nejprve při pozemkové reformě roku 1921 muslimští velkostatkáři, prakticky jediná elita celého společenství, přišli o většinu nemovitého majetku i zbývající privilegia z osmanských dob. Nadto islámští věřící čelili řadě fyzických útoků, roku 1924 např. atak na muslimské obce v Černé Hoře Šahovići a Pavino Polje skončil zabitím nejméně několika desítek osob.

Po vyhlášení královské diktatury roku 1929 byla JMO rozpuštěna, neformální struktury hnutí ale zůstaly netknuty, někteří její představitelé čelili úřední zlovůli či vězení. Království SHS bylo přejmenováno na Jugoslávii a stávajících 33 správních okruhů nahradilo 9 bánovin, které zcela vymazaly historické hranice jednotlivých zemí. Do toho král rozhodl o integraci všech islámských duchovních organizací do jediné se sídlem v Bělehradě. Proti zrušení autonomie Islámského společenství v Bosně a Hercegovině neúspěšně vystupoval reisu-l-ulema Mehmed Džemaluddin-ef. Čaušević (1870–1938), a když neuspěl, raději rezignoval na svůj post. Roku 1930 pak vzniklo Islámské náboženské společenství Království Jugoslávie (Islamska verska zajednica Kraljevine Jugoslavije), do jehož čela byl vybrán marginální Ibrahim-ef. Maglajlić.

Územní členění Jugoslávie od roku 1929

Roku 1931 v Jugoslávii žilo již 13 934 038 lidí, z toho 1 561 166 (11,2 %) muslimů. Vzhledem k tomu, že po správní reformě bylo území Bosny a Hercegoviny rozděleno do čtyř bánovin, přesný údaj o muslimech v této zemi nelze stanovit. Dopočtem lze sečíst 2 323 555 obyvatel na území někdejší Bosny a Hercegoviny, z toho 718 079 (30,9 %) muslimů. Pro jednotlivé oblasti jsou počty muslimů následující:
- Drinská bánovina 356 469 (23,23 %); jen srez Bijeljina, Brčko, Čajniče, Fojnica, Kladanj, Rogatica, Sarajevo, Srebrenica, Travnik, Tuzla, Visoko, Višegrad, Vlasenica, Zenica, Zvornik a Žepče: 353 190
- Přímořská bánovina 69 360 (7,69 %); jen srez Bugojno, Duvno, Konjic, Livno, Ljubuški, Mostar, Prozor a Stolac: 69 062
- Vrbaská bánovina 250 265 (24,13 %); bez srezu Dvor, historicky chorvatského: 250 258
- Zetská bánovina (vč. Metochie a části Kosova) 315 677 (34,11 %); jen srez Bileća, Foča, Gacko, Ljubinje, Nevesinje a Trebinje: 45 569

JMO se nezúčastnila parlamentních voleb roku 1931 a ještě další rok zůstala prakticky nečinná. Teprve až roku 1933 Mehmed Spaho začal vyvíjet výraznější opoziční činnost. Již roku 1931 přitom podepsal prohlášení zakázaných opozičních stran a zúčastnil se Islámského kongresu v Jeruzalémě, čímž dal na srozuměnou, že strana funguje i nadále. Počátkem roku 1933 dosud spíše váhající Spaho sepsal oficiální prohlášení, kterým otevřeně odsoudil vládnoucí režim, za což byl krátce uvězněn a pronásledován. Roku 1934 si již vládnoucí režim plně uvědomil nutnost uvolnění politických poměrů a inicioval vznik široké politické platformy pod názvem Jugoslávská národní strana (Jugoslavensku nacionalnu stranku, založena 1933). Spaho se i přes počáteční ochotu ke spolupráci nakonec přidal ke Sjednocené opozici (Ujedinjena opozicija) na čele s Chorvatem Vladkem Mačekem, která i kvůli četným machinacím volební klání prohrála. Vládu přece jen sestavovala i opoziční hnutí, zástupci muslimů a Slovinců, když byl za mandatáře jmenován pragmatik Milan Stojadinović. Stojadinović poté vytvořil širokou koalici nazvanou Jugoslávské radikální společenství (Jugoslavenska radikalna zajednica), která poté zvítězila i ve volbách roku 1938. Od roku 1935 měla JMO rezervováno jedno ministerské křeslo pro svého zástupce.
| konfese   | 1921             | 1931             | 1941 (odhad)     |
| --------- | ---------------- | ---------------- | ---------------- |
| muslimové | 588 173 (31,1 %) | 718 079 (30,9 %) | 880 720 (30,9 %) |
| celkem    | 1 890 440        | 2 323 555        | 2 850 396        |

V době zmírňování represe vládnoucího režimu byl penzionován Ibrahim-ef. Maglajlić a po přijetí nového ústavy Islámského náboženského společenství byl za reisu-l-ulema zvolen Fehim-ef. Spaho, Mehmedův bratr. Tato volba, jakož i další svévolné jednání nejužšího vedení JMO dalo vzniknout opozici v muslimských řadách, která kritizovala oligarchické vedení strany i podbízení se Bělehradu. Proti Spahovi zvlášť ostře vystupovala Muslimská organizace Chorvatské selské strany (Muslimanska organizacija Hrvatske seljačke stranke, MOHSS) Hakiji Hadžiće, blízká Chorvatské selské straně a chorvatské nacionální ideologii vůbec. Volby roku 1938 nicméně ukázaly neotřesitelné postavení JMO. Strana se začala rozvolňovat teprve až po smrti Mehmeda Spaha v polovině roku 1939 a nato ještě silněji v období kolem podpisu Dohody Cvetković–Maček, která by v případě její realizace rozdělila Bosnu a Hercegovinu a její muslimy na chorvatskou (Chorvatská bánovina) a srbskou část. Změnou geopolitických okolností k tomu však nikdo nedošlo a po státním převratu v březnu 1941 následovala invazi zemí Osy.

### Nezávislý stát Chorvatsko (1941–1945)

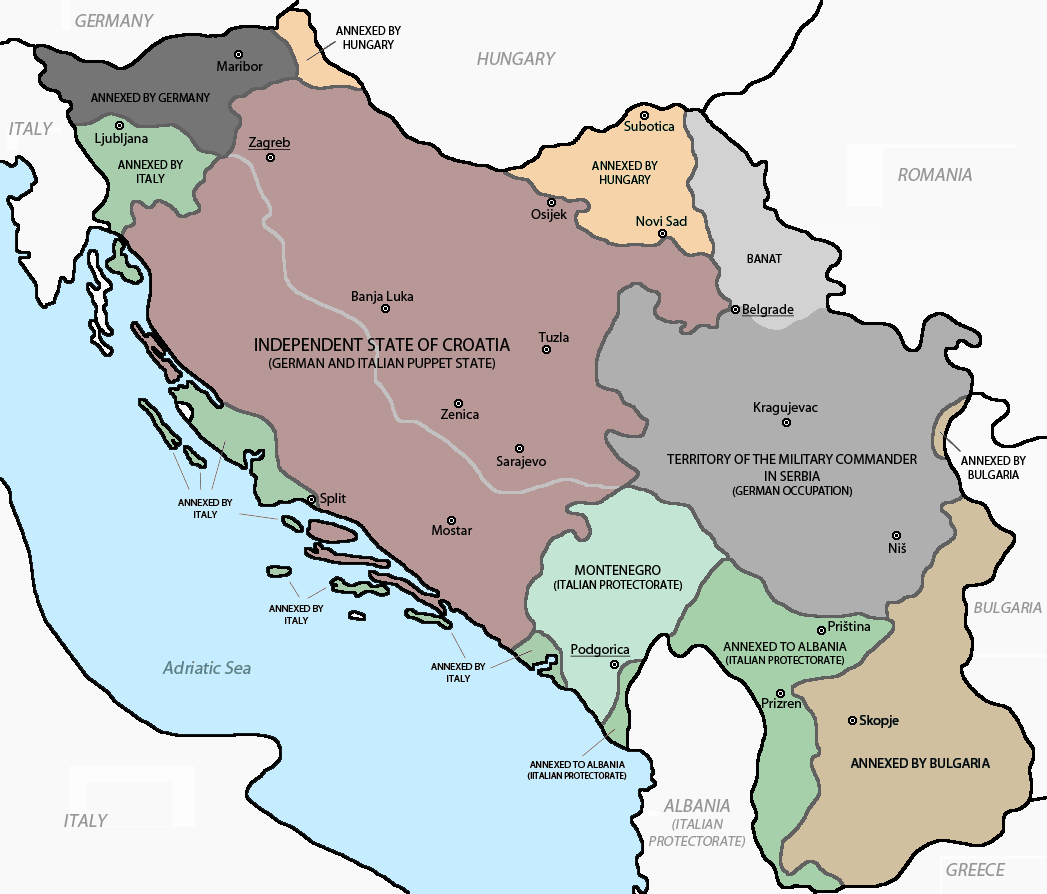
Okupovaná Jugoslávie 1941–1945

Po německém útoku na Jugoslávii 6. dubna 1941 došlo k rozkladu státu a jeho parcelaci mezi agresorské státy. Na území chorvatských zemí, bánského Chorvatska, Slavonie a větší části Dalmácie, a v Bosně a Hercegovině se vlády s pomocí německých nacistů a italských fašistů ujali ustašovci, dosud nepočetní a mimořádně radikální chorvatští nacionalisté. Ti také 10. dubna vyhlásili Nezávislý stát Chorvatsko (Nezavisna Država Hrvatska, NDH), třebaže sever země nadále vojensky okupovala Německo a jih Itálie. Na tomto území podle německého ministerstva zahraničí v květnu 1941 žilo 6,3 mil. obyvatel, z toho 3,3 mil. Chorvatů, 1,925 mil. Srbů, 700 tis. slovanských muslimů a 150 tis. Němců. Při uvážení předchozí natality ale počet muslimů reálně dosahoval 850–900 tis.
Nový stát muslimové jako celek zprvu přijali s rezervou, ale i jistými sympatiemi, jelikož postavení své komunity v Jugoslávii nepovažovali za únosné a v dlouhodobé perspektivě, po dokončení ohlášené správní reformy na základě Dohody Cvetković–Maček, ani možné. Nový režim alespoň deklarativně podpořili dosud nepočetní muslimští světští intelektuálové, mezi nimi hlavně spisovatelé (Edhem Mulabdić, Abdurezak Hivzi Bjelevac, Ahmed Muradbegović, Enver Čolaković, Šemsudin Sarajlić, Alija Nametak, Hamdija Kreševljaković aj.), kteří se považovali za Chorvaty.
Tradiční a vlivné politické strany v těchto oblastech, Chorvatská selská strana a Jugoslávská muslimská organizace (Jugoslavenska muslimanska organizacija, JMO) se následkem invaze zemí Osy prakticky rozpadly a jejich představitelé se stáhli do ústraní. Vůdčí místo v politickém životě muslimů načas převzala minoritní a ideově prochorvatská Muslimská organizace Chorvatské selské strany na čele s radikálním Hakijou Hadžićem (1883–1953) a neméně extremistickým Adem-agou Mešićem (1868–1945), která politické změny na Balkáně uvítala a ustašovskému režimu nabídla svou podporu a pomoc.
Ustašovci se s ohledem na etnickou pestrost nového státu od samého začátku pokoušeli získat sympatie muslimského obyvatelstva, a to zejména vlivných politiků z bývalé JMO. Svou roli tu sehrála i skutečnost, že vůdce ustašovců Ante Pavelić pocházel z Bosny a Hercegoviny a citově inklinoval k muslimskému prostředí. Snahy ustašovců doznaly jistého pokroku na podzim, kdy se k hnutí přidal Džafer Kulenović (1891–1956), poslední předseda JMO a do války ministr jugoslávské vlády. Jeho bratr, politicky marginální figura, Osman Kulenović (1889–1947), se již 16. dubna 1941 stal místopředsedou Nezávislého státu Chorvatsko a on po něm tuto funkci slavnostně převzal 7. listopadu v Záhřebu. Vliv stále radikálnějšího Hakiji Hadžiće od té doby jen slábl, nicméně Mešić, od 8. května 1941 formální zástupce Ante Paveliće, zůstal ve funkci až do konce války.

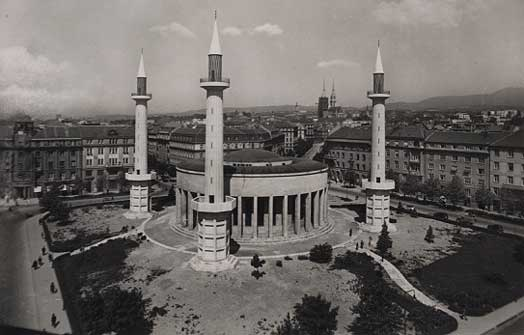
Meštrovićův pavilon v Záhřebu, v letech 1944–1949 s minarety

V nejvyšší úřadech NDH kromě výše uvedených muslimů působili ještě Hilmija Bešlagić (1899–1977), stavební inženýr, dr. Mehmed Alajbegović (1889–1945), soudce a pedagog, a Meho Mehičić (1904–1967), právník. Bešlagić byl v letech 1941–1943 ministrem dopravy a veřejných prací, Alajbegović v letech 1943–1944 ministrem péče o válkou postižené kraje a pak 1944–1945 ministrem zahraničí a Mehičić ve stejné době šéfem rezortu péče o vyvlastněný nemovitý majetek. Tito politici se neopírali o širší podporu muslimského obyvatelstva a před válkou byli zcela neznámými osobami. Změnu režimu pouze využili pro svůj mocenský a společenský vzestup.
Ustašovci zachovali beze změn autonomní muslimskou náboženskou organizaci, Islámské společenství. V jejím čele setrval Fehim-ef. Spaho (1877–1942), úřadující od roku 1936, jehož zesnulý bratr Mehmed Spaho dlouhá léta vedl JMO. Po Spahově skonu roku 1942 již nebyl vybrán nový reisu-l-ulema, jeho místo zaujal dočasný zástupce, náib, Salih Safvet Bašić (1873–1948), působící ve funkci až do roku 1947. Duchovenstvo v přístupu k novému státnímu aparátu nebylo jednotné, někteří klerikové – včetně záhřebského muftího Ismeta-ef. Muftiće (1876–1945), úřadujícího v chorvatské metropoli do roku 1917 – ustašovce horlivě podporovali, většina je pasivně brala na vědomí, ale nevzdorovala jim. Teprve se zesilující represí vůči nepřátelům režimu, zahrnuje v to i perzekuci a násilí vůči Srbům a Židům, muslimští duchovní stále častěji vystupovali proti negativním projevům ustašovské vlády. Jen v průběhu roku 1941 vzniklo několik rezolucí význačných muslimských představitelů (14. srpna v Sarajevu, 21. října v Mostaru, 12. listopadu v Banja Luce aj.), které poukazovaly na negativní projevy života v novém státě. Jejich signatáři byli ustašovci veřejně pokáráni, ale na výjimky se nedočkali žádného trestu.

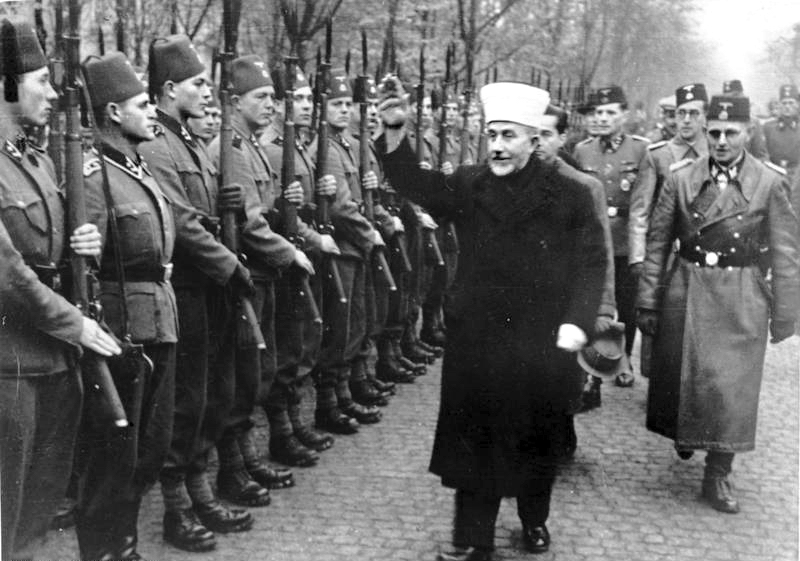
Amín al-Husajní s velitelem SS-Brigadeführer und Generalmajor der Waffen SS Karlem-Gustavem Sauberzweigem zdraví bosenské SS dobrovolníky v listopadu 1943.

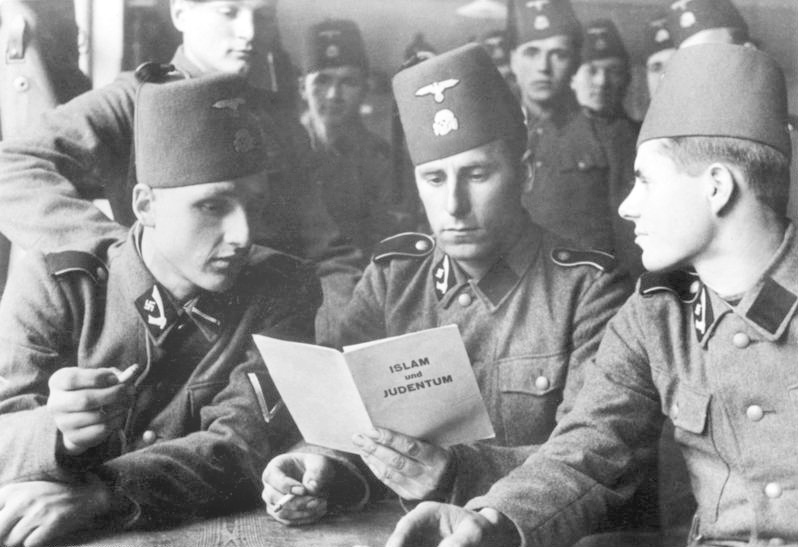
Vojáci 13. SS divize s brožurou Islám a judaismus, 1943.

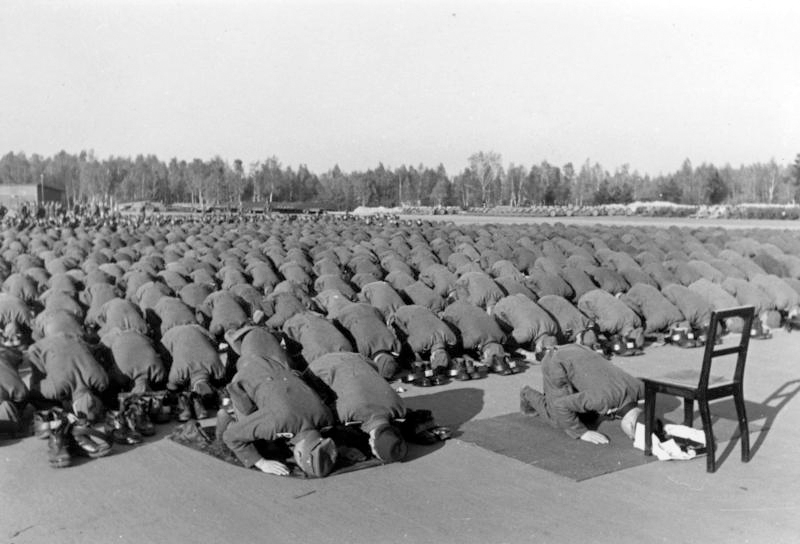
Příslušníci SS divize Handschar během muslimské modlitby

Muslimové se tak na jednu stranu deklarativně těšili podpoře ustašovců, jejími ideology byli dokonce označování za výkvět Chorvatstva a podle některých vyjádření přímo nejčistší složku chorvatského národa, což některé z nich více či méně dobrovolně přivedlo do úřednického aparátu, vojska a domobraneckých jednotek nového státu. Podíleli se i na masakrech Srbů jako např. v obci Rašića Gaj u Vlasenice nebo Pridvorickém masakru. Na druhou stranu tak museli čelit odplatě ze strany srbského obyvatelstva, mezi nimi i komunistických partyzánů, které bylo ustašovci pronásledováno, a zároveň na ně doléhaly negativní projevy represivního státního aparátu. Například od prosince 1941 do ledna 1942 se části východní Bosny kolem měst Goražde, Foča a Čajniče zmocnily srbské povstalecké jednotky, tzv. četnici, které zde povraždily na 2400 muslimů. K masakru došlo krátce poté, co se z oblasti stáhli ustašovské a italské jednotky, a tak muslimové zůstali bez jakékoli ochrany ozbrojených složek.
Útoky na muslimy podnítily vznik dvou iniciativ, které si kladly za cíl autonomní postavení Bosny a Hercegoviny. V srpnu 1942 se v Sarajevu uskutečnila neohlášená konference 300 muslimských předáků, zejména duchovních, jejímž výsledkem byl vznik Výboru národní spásy, který apeloval na mírové soužití národů v zemi a při tom se nepřímo dovolával podpory Německa. V září se pak v Mostaru ustavil Akční výbor s totožnými požadavky; vzhledem k tomu, že Hercegovinu formálně okupovala Itálie, jejich naděje se upínaly k Římu. V září také delegace Akčního výboru, konkrétně trojice duchovních Omer-ef. Džabić, Ibrahim-ef. Fejić a Ahmed-ef. Karabeg, na pozvání jeruzalémského velikého muftího Muhammada Amína al-Husajního navštívila Řím. Oba pokusy se ale nakonec minuly účinkem. Někteří členové Výboru národní spásy pak 1. prosince 1942 poslali memorandum Adolfu Hitlerovi, v němž německého vůdce požádali o přímou německou intervenci a vytvoření autonomní Bosny pod patronátem Třetí říše. Žádost muslimů byla Němci taktně oslyšena, ale potenciál muslimské vůle vzdorovat četnikům a partyzánům oslovil velitele SS Heinricha Himmlera. Z jeho popudu následně v březnu 1943 došlo k vzniku 13. horské divize SS (Handschar), v jejímž mužstvu převládali bosenskohercegovští muslimové. Nábor do divize v dubnu osobně přijel podpořit Muhammad Amín al-Husajní, známý svým pronacistickým smýšlením. Výcvik odvedenců nato probíhal ve francouzském městečku Villefranche-de-Rouergue. Nicméně právě ve Francii se ukázalo, že i přes hladký průběh rekrutace muslimové nejsou zcela smířeni se zařazením v německém vojsku a 13. září 1943 zorganizovali neúspěšnou vzpouru. Desítky vojáků byly téhož dne či v následujícím období popraveny, několik set bylo posláno do koncentračního tábora a další stovky převeleny do pracovních čet. Po potlačení odporu byla divize přesunuta do Slezska a v únoru 1944 přemístěna do Chorvatska, kde se podílela na vojenských operacích proti partyzánům a civilnímu obyvatelstvu.
Nespokojenost s ustašovci a zhoršující se bezpečnostní situace přivedla některé muslimy do partyzánského hnutí. Do kapitulace Itálie roku 1943 byl ale jejich počet mimořádně nízký, z bývalých čelných politiků se na stranu komunistů přidal jen Nurija Pozderac (1892–1943). Mezi mladými levicovými intelektuály byl jejich počet podstatně vyšší, k odboji se přidali Meša Selimović, Skender Kulenović, Hasan Kikić, Derviš Sušić, Adil Zulfikarpašić, Džemal Bijedić, Avdo Humo, Osman Karabegović, Mak Dizdar, Hamid Dizdar, Raif Dizdarević aj. Další muslimové zakládali milice, které měly chránit civilisty před útoky četniků, partyzánů i ustašovců. Nejznámější milici vedl předválečný komunista Husein (Husko) Miljković (1905–1944) v severozápadní Bosně, který se nakonec roku 1944 přidal k partyzánům a v jejich řadách krátce nato padl. Několik málo muslimů se přidalo k srbskému nacionalistické guerille, tzv. četnikům (dr. Fehim Musakadić, Mustafa Pašić, dr. Ismet Popovac, Smail-aga Ćemalović, dr. Mehmed Begović aj.), mezi nimi především ti, kteří sympatizovali se Srby či dlouho žili v Srbsku.
Muslimové, kteří nesouhlasili s ustašovským režimem, byly za své postoje nezřídka krutě trestáni. Na 1500 muslimů sympatizujících s partyzány končilo v koncentračním táboře Jasenovac. Byli mezi nimi i levicoví spisovatelé Zija Dizdarević a Safet Krupić. Krutost režimu se projevila i v závěru války. Jen v Sarajevu ustašovci mezi 27. a 28. březnem 1945 pověsili 55 osob, z toho 33 muslimů. Smrti neunikli ani prosrbsky smýšlející muslimové (Muhamed Mehmedbasić a Smail-aga Ćemalović byli zabiti ustašovci, Ismet Popovac zahynul za nejasných okolností).
Muslimští ustašovci nebo kolaboranti s ustašovským režimem se pak v samém závěru války pokusili utéct spolu s dalšími fašisty a odpůrci komunistů do Rakouska, aby se vzdali západním spojencům. Velká většina jich ale byla u městečka Bleiburg vydána zpět do Jugoslávie, kam je čekal pochod smrti a popravy, případně pracovní tábory.
Podle odhadů Vladimira Žerjaviće během druhé světové války v Bosně a Hercegovině padlo 316 000 osob, z toho 164 000 Srbů, 75 000 Muslimů, 64 000 Chorvatů a 13 000 ostatních (Židů a Romů).

### Socialistická Jugoslávie (1945–1992)
Zatímco v královské Jugoslávii islám nebyl nijak výrazněji potírán, po druhé světové válce se komunistická státní moc pokoušela násilně ateizovat společnost a likvidovat jakýkoli náznak opozice. Již krátce po odeznění bojů proběhlo několik soudních procesů s muslimy, kteří údajně či skutečně spolupracovali s ustašovským režimem. Mezi prvními popravenými v květnu 1945 byl sarajevský starosta dr. Atif Hadžikadić, v úřadu od dubna do srpna 1941, a v červnu pak mladý intelektuál s konzervativními názory Mustafa Busuladžić a po něm záhřebský muftí Ismet-ef. Muftić (pověšen před záhřebskou mešitou). Mezi odsouzenými byla většina předních muslimských literátů, kteří měli co dočinění s orgány NDH, mezi nimi Edhem Mulabdić, Alija Nametak, Enver Čolaković a Ahmed Muradbegović. Výběr obžalovaných nebyl vždy motivován snahou potrestat viníky kolaborace, ale i touhou po odplatě a ideologickými neshodami. Některým muslimským představitelům NDH se však podařilo utéct do Latinské Ameriky (Hilmija Bešlagić) nebo Sýrie (Džafer Kulenović, Hakija Hadžić, Alija Šuljak a někteří duchovní v řadách SS divize Handschar), trestu ale neunikli Adem-aga Mešić (1945, odsouzen na doživotí a téhož roku zemřel ve věznici), Mehmed Alajbegović (1947), Osman Kulenović (1947), Salih Baljić (1949, trest smrti změněn na 20 let žaláře). Některé uprchlé fašisty později zavraždila jugoslávská tajná služba.
Odstrašujícím příkladem pro duchovně založené muslimy se měly stát procesy s panislámskou organizací Mladí muslimové, formálně ustavenou roku 1946. Mezi zatčenými v letech 1946–1948 byli mimo jiné Kasim-ef. Dobrača, Alija Izetbegović a Derviš-ef. Korkut. V srpnu roku 1949 se pak uskutečnil monstrproces s čtrnácti členy Mladých muslimů, načež Hasan Biber, Halid Kajtaz, Nusreta Fazlibegovićová a Omer Stupac byli odsouzeni k trestu smrti. Další tři zemřeli nebo byli zabiti v průběhu vyšetřování. Vedle toho bylo roku 1947 postaveno před soud 13 muslimů, kteří se účastnili tradiční pouti do městečka Prusac, známé jako Ajvatovica. V letech 1949–1951 zesílil rovněž tlak na duchovní Islámského společenství jako režimu nepříliš nakloněný stav, rozměr a živelnost represí nakonec vedly k tomu, že postup lokálních funkcionářů odsoudilo i Čtvrté plénum ÚV Komunistické strany Jugoslávie (1951). Útoky na duchovní přesto pokračovaly i nadále, jen v letech 1952–1955 bylo na základě Zákona o přestupcích odsouzeno 386 jugoslávských duchovních, z toho 233 (60 %) islámských.
Komunisté se v boji s třídními nepřáteli zaměřili především na školství a šarí‘atské soudy, od tanzimatu příslušné pro oblast rodinného a dědického práva. Tyto soudy byly v Bosně a Hercegovině rozpuštěny zákonem z 5. března 1946, tribunály přitom musely ukončit svou činnost do konce měsíce. Hodiny náboženství byly ve školách zrušeny od školního roku 1946/47. K těmto změnám došlo paradoxně až po schválení nové ústavy Federativní lidové republiky Jugoslávie 31. ledna 1946, která dle čl. 25 garantovala právo na svědomí a náboženské vyznání. Následně se komunistická moc zaměřila na muslimské tradice a obyčeje, úřední zákazy se týkaly halal stravování – muslimové byli nuceni k demonstrativní konzumaci vepřového masa, a to zejména v armádě a státních službách –, povinných modliteb, šarí‘atských sňatků a nakonec bylo po tříleté propagandistické kampani zákonem z 28. září 1950 zapovězeno zahalování žen, běžné mezi muslimkami ve městech. Muži současně s tím přestali nosit fezy, tolik typické pro konec 19. a první polovinu 20. století, na vesnicích je pak často nahradil černý baret. Muslimští komunisté také začali svým dětem dávat okatě neislámská jména (latinská: např. Amor a Narcis; slovanská: Goran, Zoran, Zlatan aj.) a přestali obřezávat své mužské potomky.
Roku 1947 byla přijata nová ústava Islámského společenství, na jejímž základě byl po pětiletém provizoriu za reisu-l-ulemu zvolen Ibrahim-ef. Fejić (1879–1962). Fejić byl sice vzdělaný duchovní a představitel reformního křídla v rámci společenství, o jeho výběru ale rozhodlo hlavně ideové souznění s novým režimem a sympatie k partyzánskému hnutí. Klerik již v minulosti prokázal ochotu ustupovat vládnoucím kruhům, když za královské diktatury po roce 1929 přijal post mostarského starosty (1929–1934). Vzhledem k omezeným kompetencím svého úřadu i pokročilému věku byl Fejić spíše loutkou komunistickým pohlavárů než samostatně vystupujícím představitelem náboženské společnosti, která byla soustavně napadána militantně ateistickou státní mocí. Ze strany muslimů mu byla zvláště vytýkána podpora kampaně za odhalování muslimských žen. Fejićovi přesto nelze upřít několik symbolických gest, které měly poukázat na obnovení duchovního života v Jugoslávie. Například roku 1949 reis se čtveřicí svých nejbližších vykonal pouť do Mekky, první zaznamenanou cestu do posvátného města islámu od konce války. Do roku 1954 se uskutečnilo ještě několik takovýchto individuálních poutí, poté se již organizovaly hromadě, do poloviny 60. let ale vždy v omezeném počtu a pod přísnou státní kontrolou.
Souběžně s tím probíhalo zestátňování majetku Islámského společenství, zejména islámských nadací (vakufů), a to na základě Zákona a agrární reformě a kolonizaci z 27. července 1945. Postátňování probíhalo v několika vlnách, konkrétně v letech 1946, 1948 a 1958. Již roku 1945 došlo na politickou objednávku ke sloučení dvou významných muslimských kulturních a podpůrných spolků Gajret (Úsilí) a Narodna uzdanica (Národní podpora) do jediného pod názvem Preporod (Obrození). K němu se následně přidala i humanitární organizace Merhamet (Soucit). Preporod byl pak po třech letech omezené činnosti definitivně rozpuštěn a jeho nemalý majetek nacionalizován.
V průběhu let 1948–1949 byla postupně omezována činnost stovek mektebů, nižších teologických škol, pakliže po válce vůbec obnovily svou činnost, a jejich majetek čekalo zestátnění. Školy byly definitivně uzavřeny roku 1954, kdy jejich úlohu převzaly modlitebny, mešity a mesdžidy. Stejný osud potkal i medresy, vyšší teologické školy. Před válkou fungovalo 12 medres, některé během konfliktu přerušily činnost a po změně režimu se již plně nezprovoznily. Postupně bylo v letech 1945–1947 uzavřeno 7 těchto škol, úředního povolení se dočkala pouze Gazi Husrev-begova medresa, nicméně i její činnost byla všemožně obstruována. Roku 1952 byla zakázána i činnost derviššských klášterů, tekijí, kterých se ještě v roce 1949 v Bosně a Hercegovině nacházelo 9 a nyní pouze 7).
V rámci posílení státního dohledu nad muslimskými duchovními roku 1950 vzniklo nové Sdružení islámských náboženských pracovníků v Lidové republice Bosně a Hercegovině (Udruženje islamskih vjerskih službenika u Narodnoj republici Bosni i Hercegovini, od 1963 Udruženje islamskih vjerskih službenika u Socijalističkoj republici Bosni i Hercegovini). Do roku 1954 počet jeho členů narostl na 800. Všichni zapsaní duchovní byli zároveň členy jugoslávské obdoby Národní fronty (Socijalistički savez radnog naroda). Sdružení vydávalo tiskoviny s náboženskou tematikou, mezi nimi ročenku Takvim (hidžirský kalendář, od 1947) a později také periodikum Preporod (Přerod, od 1970).
| konfese/národnost       | 1945 (odhad)     | 1948                    | 1953             |
| ----------------------- | ---------------- | ----------------------- | ---------------- |
| islám                   | 820 000 (32,8 %) | 890 094 (34,7 %, odhad) | 917 720 (32,2 %) |
| Jugoslávci-nerozhodnutí | –                | 788 011 (30,7 %)        | 891 800 (31,3 %) |
| Srbové-muslimové        | –                | 71 991 (2,8 %)          | 35 228 (1,2 %)   |
| Chorvaté-muslimové      | –                | 25 295 (1,0 %)          | 15 477 (0,5 %)   |
| celkem                  | 2 500 000        | 2 565 277               | 2 847 790        |

S rozvojem Hnutí nezúčastněných zemí Jugoslávie získala řadu spojenců z řad muslimských zemí a pro zahraniční politiku státu začal být rigorózní přístup vůči Islámskému společenství i samotným muslimům přítěží. V 60. letech proto došlo ke značnému uvolnění panujících poměrů. V rámci rozvoje přátelských vztahů Bosnu a Hercegovinu roku 1956 navštívil egyptský prezident Gamál Násir, který vykonal modlitbu v Gazi Husrev-begově mešitě. Begovu mešitu jen o několik měsíců později navštívil i indonéský prezident Sukarno. Roku 1969 v Mostaru studijně pobýval i budoucí libyjský vůdce Muammar Kaddáfí, který se do města vrátil znovu o pět let později.
Chřadnoucí reisu-l-ulema Fejić se vzdal úřadu roku 1957 a na jeho místo nastoupil Sulejman-ef. Kemura (1908–1975), ředitel Gazi Husrev-begovy knihovny. Tento člověk mimořádně skromných intelektuálních možností, si neosvojil ani znalost arabštiny. Mezi věřícími i muslimskými vzdělanci byl mimořádně neoblíbený, kromě jiného se coby ředitel podílel na marginalizaci Gazi Husrev-begovy medresy, a k novému úřadu mu mohla intervence státních orgánů. Za jeho působení došlo např. k zákazu nošení tradičních pokrývek hlavy muslimskými duchovními (ahmedija) a výuky arabského písma v zájmových kursech pro děti. Kemurovým přičiněním bylo oddáleno otevření islámské fakulty v Sarajevu a vydání prvního moderního překladu kur’ánu do srbochorvatštiny. Teprve až s volbou nového reisu-l-ulemy Naim-ef. Hadžiabdiće (1918–1987) roku 1975 se Islámské společenství začalo pomalu rozvíjet a obnovovat své někdejší postavení. Roku 1977 byla otevřena Islámská teologická fakulta v Sarajevu, ve větší míře než dříve odcházeli mladí lidé za studiem islámských věd do zahraničí, posmrtně vyšel překlad kur’ánu Besima Korkuta (1977), Gazi Husrev-begovy medresa směla obnovit svou ženskou sekci (1978) a mnohé jiné. Od konce 70. let Stařešinstvo Islámského společenství v SR Bosně a Hercegovině (Starješinstvo Islamske zajednice u SRBiH) začalo rovněž častěji a ve větším nákladu vydávat duchovní literaturu.
Roku 1948 proběhlo první poválečné sčítání lidu, které vykázalo, že v Bosně a Hercegovině žije 2 565 277 lidí. Tento census zjišťoval primárně národnost, a tak muslimové, kteří se odmítli deklarovat jako Srbové nebo Chorvaté, byli automaticky zařazeni do kategorie Jugoslávec-nerozhodnutý. Do této rubriky bylo nakonec zaneseno 788 403 (30,7 %) osob. Vedle toho se vyskytovalo 71 991 Srbů-muslimů a 25 295 Chorvatů-muslimů. Úhrnem se tak jednalo o 885 689 (34,5 %) muslimů v etnokonfesním smyslu. Đorđe Pejanović však uvádí, že roku 1948 v zemi žilo 890 094 (34,7 %) lidí islámské konfese, třebaže se náboženské vyznání ve sčítacím archu nezjišťovalo. Následný census roku 1953 vykázal 2 847 459 obyvatel Bosny a Hercegoviny. V kategorii Jugoslávec-nerozhodnutý se ocitlo již 891 800 (31,3 %) lidí, v drtivé většině muslimů. Dalších asi 110 tisíc muslimů se přihlásilo k národnosti srbské či chorvatské, a to 50 000 s muslimskou konfesí a zbytek jako ateisté. Tento census poprvé za komunistické vlády zjišťoval i náboženské vyznání (formou sugestivní otázky: vztah k náboženství; další sčítání tuto rubriku vynechala, znovu se uplatnila až roku 1991), konečná čísla ale nebyla nikdy široce prezentována. Při sčítání roku 1961 pak byla poprvé zavedena kategorie Muslim (etnická příslušnost) v rubrice národnosti. Další censy v letech 1971, 1981 a 1991 pak už vynechaly i doplňující sdělení v závorce.
| konfese/národnost | 1961             | 1971               | 1981               | 1991               | 2013               |
| ----------------- | ---------------- | ------------------ | ------------------ | ------------------ | ------------------ |
| islám             | –                | –                  | –                  | –                  | 1 790 454 (50,7 %) |
| muslimská         | –                | –                  | –                  | –                  | 22 068 (0,6 %)     |
| Muslimové         | 842 248 (25,7 %) | 1 482 430 (39,6 %) | 1 629 924 (39,5 %) | 1 902 956 (43,5 %) | 12 121 (0,3 %)     |
| Bosňáci           | –                | –                  | –                  | –                  | 1 769 592 (50,1 %) |
| celkem            | 3 277 948        | 3 746 111          | 4 124 008          | 4 376 403          | 3 531 159          |

Na bosenskohercegovské muslimy měla bezprostřední vliv sovětská invaze do Afghánistánu (1979) a islámská revoluce v Íránu (1978–1979). Jugoslávské orgány se tehdy začaly obávat vzestupu politického islámu, který by mohl ohrozit vládnoucí sekulární režim v zemi, svých charakterem podobný tomu na Středním východě. Tato obava se mohla opřít i o demografické trendy (Muslimů a Albánců mezi lety 1971 a 1981 přibylo téměř 700 000 tisíc a jejich zastoupení v SFRJ za dekádu vzrostlo z 14,8 % na 16,6 %), ale skutečný zájem jugoslávských muslimů o islám byl vlažný.[zdroj?] Je ovšem paradoxní, že Jugoslávie ideově i materiálně podporovala teroristické organizace v islámských zemí (OOP, Fatah, PKK) a četné diktátorské režimy, proti kterým se nakonec vytvořila silná islamistická opozice. Nicméně i mezi jugoslávskými muslimy objevovaly různé ideové proudy inspirované islámem; někteří, výrazná menšina, se klonili k panislamismu a volali po sjednocení islámského světa, jiní toto odmítali a našel se dokonce i proud, který viděl jako společného nepřítele muslimů i komunistů Západ. Jedním z příkladů hledání společensko-politického ukotvení muslimů v moderní době byla Islámská deklarace, politicko-filozofická rozprava marginálního právníka Aliji Izetbegoviće z roku 1970. Tento text byl poté roku 1983 využit ve vykonstruovaném procesu s dvanácti muslimskými intelektuály, který měl islámské komunitě v Jugoslávii dát jasně na srozuměnou, že režim nestrpí žádné ideové odchylky. Během krize v posledních letech existence socialistické Jugoslávie však došlo k pozvolnému nárůstu významu islámu; v napjaté atmosféře vyhroceného nacionalismu se pro Bosňáky, podobně jako pravoslaví pro Srby a katolicismus pro Chorvaty, stal pojítkem s minulostí a symbolem jejich vlastní identity.

### Rozpad Jugoslávie a samostatná Bosna a Hercegovina

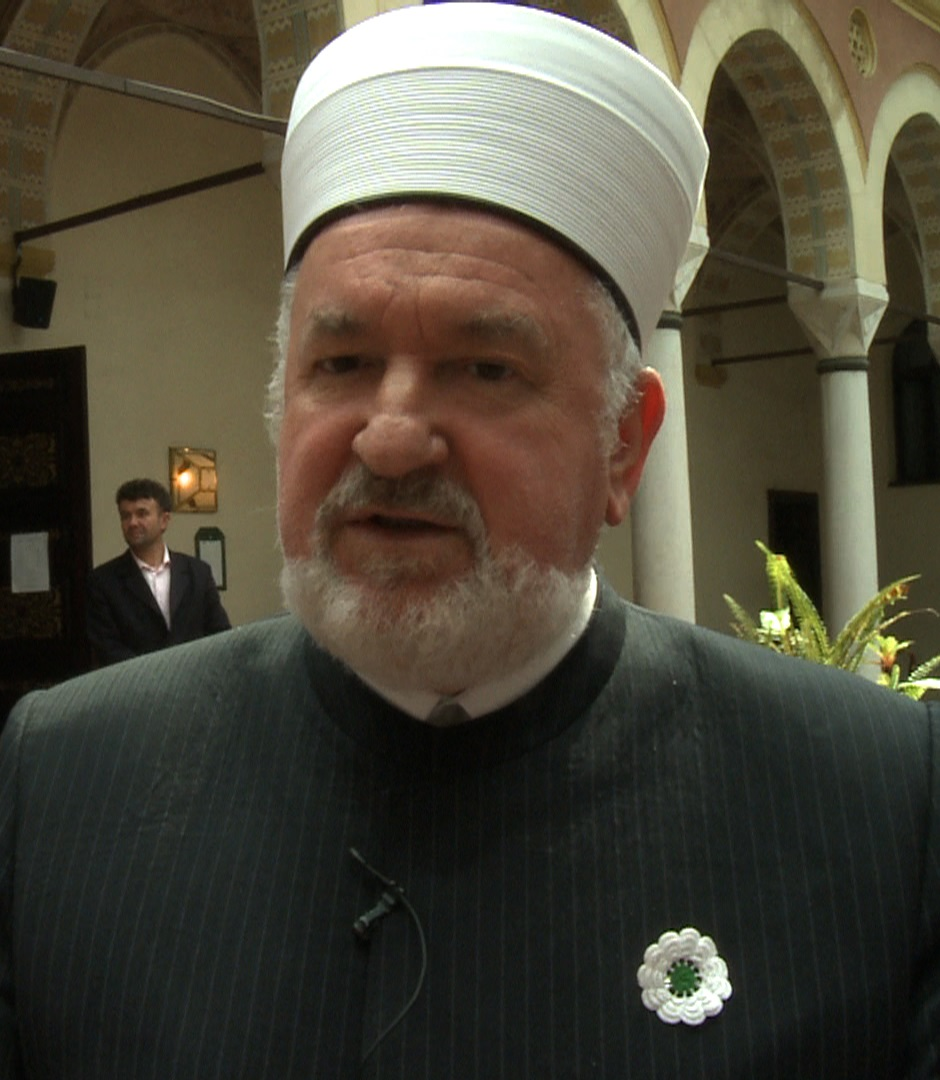
Mustafa-efendija Cerić, v letech 1993–2012 reisu-l-ulema Islámského společenství v Bosně a Hercegovině

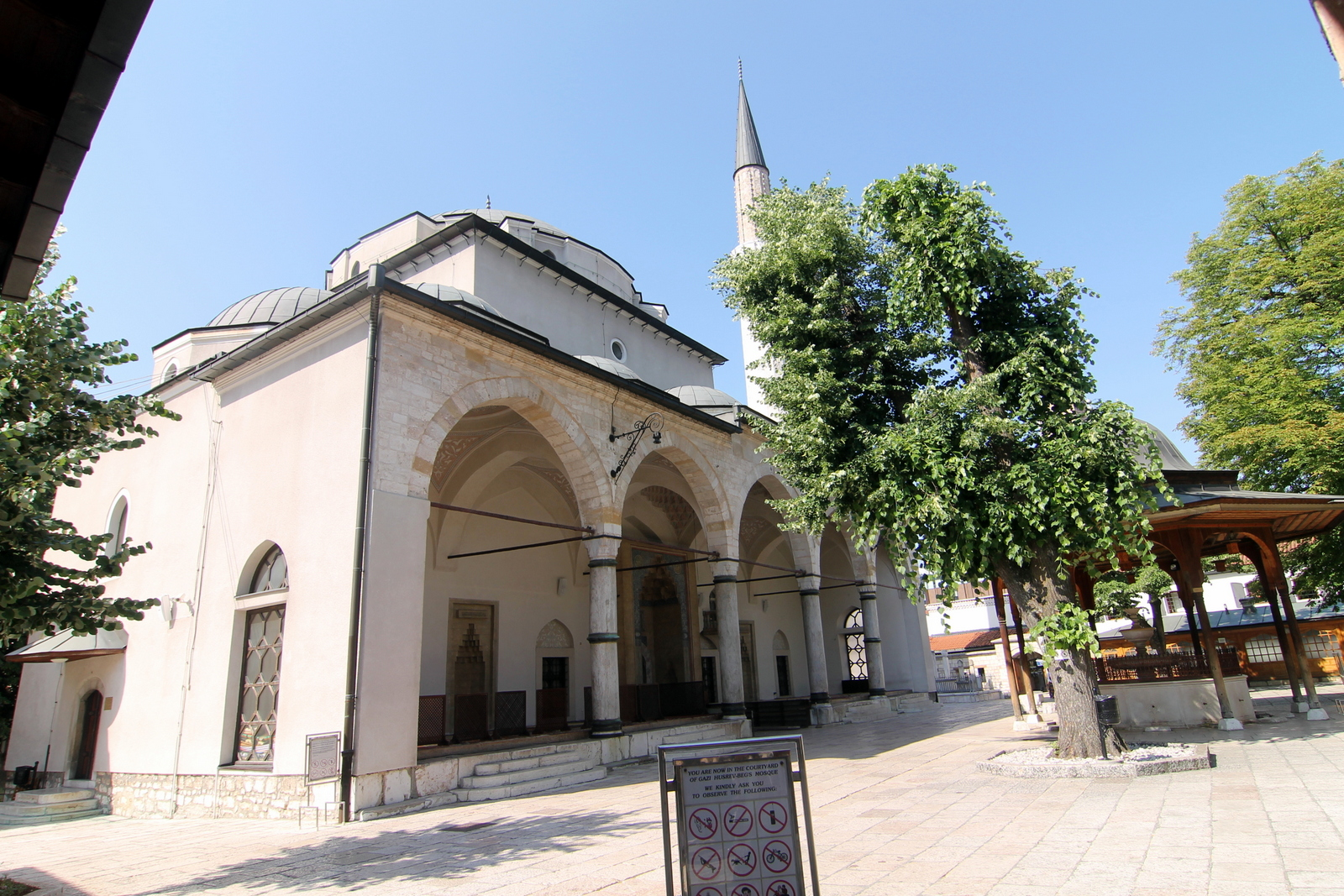
Gazi Husrev-begova mešita v Sarajevu

Na začátku roku 1990 došlo k faktickému rozpadu dosud vládnoucí státostrany, Svazu komunistů Jugoslávie, načež došlo k vypsání svobodných a vícestranických voleb ve všech republikách jugoslávské federace. Nově zvolené politické reprezentace v Chorvatsku a Slovinsku nato začaly prosazovat úplné osamostatnění svých zemí, čemuž usilovně bránily Srbsko a Černá Hora. Bosna a Hercegovina, stejně jako Makedonie, byla v tomto sporu zdrženlivá, nakonec se ale představitelé Bosňáků a Chorvatů rozhodli jít cestou vyhlášení nezávislosti. Po volbách v Bosně vzniklo národní shromáždění, kterému dominovaly tři etnicky založené strany. Ty vytvořily volnou koalici, aby od moci odstavily komunisty. Došlo na rozkol, zda zůstat v Jugoslávii (preferované převážně mezi Srby) nebo nebo usilovat o nezávislost (preferované převážně mezi Bosňáky a Chorvaty). Srbské obyvatelstvo Bosny a Hercegoviny tento vývoj odmítlo a po úspěšném referendu na přelomu února a března 1992 o nezávislosti země se rozhodlo vzniklý spor řešit ozbrojenou cestou.
V následné válce separatistická Srbská republika ovládla přes 70 % území Bosny a Hercegoviny a Chorvatská republika Herceg-Bosna dalších 15 %. Ústřední vláda v Sarajevu, nyní jíž většinově bosňácká (muslimská), ovládala pouze asi 15 % rozlohy země. V oblastech ovládaných Srby docházelo k masovému etnickému čištění a vyvražďování nesrbského obyvatelstva a následně i systematickému ničení islámských kulturních památek. Během války srbské jednotky zcela zničily 419 objektů Islámského společenství, včetně 249 mešit, a dalších 1152 poničili. Rovněž na většinově chorvatském území docházelo k válečným zločinům a ničení muslimských, ale i pravoslavných svatostánků. Chorvatští ozbrojenci srovnali se zemí 108 objektů Islámského společenství, včetně 58 mešit, a dalších 201 poškodili. Jen v roce 1993 bylo zničeno do základu všech šestnáct mešit ve většinově srbské Banja Luce, včetně Ferhadije na seznamu UNESCO. Válečných zločinů se dopouštěly i bosenské síly, na jejíž straně bojovaly skupiny zahraničních mudžáhidů, kteří se dopustili řady zvěrstev. Někteří bosenští velitelé tak byli po válce souzeni tribunálem pro bývalou Jugoslávii.
Roku 1995 byly podepsány Daytonské mírové dohody, která zemi rozdělily na Federaci Bosny a Hercegoviny a Republiku srbskou. Dodatečně přibyl Distrikt Brčko. Poválečný vývoj ukázal, že nucené přesuny obyvatelstva jsou téměř nevratné. Dříve většinově muslimské oblasti (předně východní Bosna a města Banja Luka, Prijedor, Doboj, Bijeljina aj.) v nově ustavené Republice srbské dosídlili Srbové z Federace Bosny a Hercegoviny (z venkova i větších měst, včetně Sarajeva, Tuzly, Zenice a Mostaru). Bosňáci povětšinou opustili i místa nyní většinově chorvatská (Livno, Stolac, Čapljina aj.). Chorvatů ubylo po celé zemi, vyjma západní Hercegoviny a Mostaru.
Následkem válečného běsnění a zásluhou budování vlastní národní identity se bosňácké obyvatelstvo více přimklo k islámské tradici svých předků. Návštěvy mešit jsou častější než dříve, ale nijak závratně.[zdroj?] Zahalování žen je stále minoritním jevem. Během krátké doby byla opravena drtivá většina zbořených či poničených mešit. K nim začaly přibývat i svatostánky v hustě osídlených oblastech, kde muslimové dříve nežili nebo které se urbanizovaly až v období socialismu. Po válce byla obnovena i činnost dříve zrušených medres. Vedle Sarajeva nyní otevřely své brány islámské střední školy ve Visoku (1992), v Cazinu (1993), Tuzle (1993), Travniku (1994) a Mostaru (1995). V Sarajevu rovněž stále působí Fakulta islámských věd, založená roku 1977 pod názvem Islámská teologická fakulta.
V porovnání s náboženskými kruhy na Blízkém a Středním východě se však jedná o velmi umírněnou náboženskou společnost. Nicméně ani ona není prosta extrémních názorů. Od války v 90. letech v zemí působí nepočetné konzervativní skupiny, které hlásají rigidní podobu islámu. V zemi rovněž provádí misijní činnost různé nadace ze zemí Blízkého východu. Mnohé z nich financují činnost modliteben nebo kulturních spolků. Během roku 2015 na území Bosny a Hercegoviny proběhly policejní razie, načež došlo k stíhání radikálních duchovních, kteří sympatizovali s Islámským státem, a dále muslimských věřících, kteří se vydali bojovat na straně extremistů na Blízký východ.

## Demografie
Jak často se bosenští muslimové modlí podle PEW Research Center
Při sčítání v roce 2013 byla deklarována náboženská příslušnost obyvatelstva: islám (1 790 454 osob) a muslimové (22 068 osob). Islám má 1,8 milionu stoupenců, kteří v Bosně a Hercegovině tvoří asi 51 % populace. Průzkum PEW uvádí, že v Bosně a Hercegovině je 52 % muslimů. Nejvyšší podíl muslimů v Bosně a Hercegovině mají obce Bužim (99,7 %) a Teočak (99,7 %).
| Kanton                            | Populace (2013) | Počet muslimů | %     |
| --------------------------------- | --------------- | ------------- | ----- |
| Federace Bosny a Hercegoviny      | 2 219 220       | 1 581 868     | 71,3% |
| Tuzlanský kanton                  | 445 028         | 395 921       | 89,0% |
| Zenicko-dobojský kanton           | 364 433         | 303 994       | 83,4% |
| Sarajevo (kanton)                 | 413 593         | 350 594       | 84,8% |
| Unsko-sanský kanton               | 273 261         | 252 758       | 92,5% |
| Středobosenský kanton             | 254 686         | 147 809       | 58,0% |
| Hercegovsko-neretvanský kanton    | 222 007         | 91 395        | 41,2% |
| Republika srbská                  | 1 228 423       | 172 742       | 14,1% |
| Distrikt Brčko                    | 83 516          | 35 844        | 42,9% |
| Bosensko-podrinský kanton Goražde | 23 734          | 22 372        | 94,3% |
| Posavský kanton                   | 43 453          | 8 341         | 19,2% |
| Kanton 10                         | 84 127          | 7 904         | 9,3%  |
| Západohercegovský kanton          | 94 898          | 780           | 0,8%  |
| Bosna a Hercegovina               | 3 531 159       | 1 790 454     | 50,7% |

| Rok  | Počet      | Procent |
| ---- | ---------- | ------- |
| 1872 | 630 456    | 51%     |
| 1879 | 448 613▼   | 38,73%▼ |
| 1885 | 492 710▲   | 36,88%▼ |
| 1895 | 548 632▲   | 34,99%▼ |
| 1910 | 612 137▲   | 32,25%▼ |
| 1921 | 588 244▼   | 31,07%▼ |
| 1931 | 718 079▲   | 30,90%▼ |
| 1948 | 788 403▲   | 30,73%▼ |
| 1953 | 891 800▲   | 31,3%▲  |
| 1961 | 842 247▼   | 25.69%▼ |
| 1971 | 1 482 430▲ | 39,57%▲ |
| 1981 | 1 630 033▲ | 39,52%▼ |
| 1991 | 1 902 956▲ | 43,47%▲ |
| 2013 | 1 790 454▼ | 50,70%▲ |

## Seznam nejvyšších duchovních představitelů –reisu-l-ulema
- 1882–1893 Mustafa Hilmi-efendija Hadžiomerović (1816–1895), reisu-l-ulema v Sarajevu
- 1893–1909 Mehmed Teufik-efendija Azabagić (1838–1918), reisu-l-ulema v Sarajevu
- 1909–1910 místo uprázdněno, Muhamed Hazim-efendija Korkut (1824–1920), náib (náměstek)
- 1910–1912 háfiz Sulejman-efendija Šarac (1850–1927), reisu-l-ulema v Sarajevu
- 1912–1914 místo uprázdněno, Mehmed Teufik-efendija Okić (1870–1932), náib (náměstek)
- 1914–1930 hadži Mehmed Džemaluddin-efendija Čaušević (1870–1938), reisu-l-ulema v Sarajevu
- 1930–1936 háfiz Ibrahim-efendija Maglajlić (1861–1936), reisu-l-ulema v Bělehradě
- 1936–1938 místo uprázdněno, úřadem pověřen jako první náib Salih Safvet Bašić (1886–1948)
- 1938–1942 Fehim-efendija Spaho (1877–1942), reisu-l-ulema v Sarajevu
- 1942–1947 místo uprázdněno, úřadem pověřen Salih Safvet Bašić (1886–1948)
- 1947–1957 Ibrahim-efendija Fejić (1879–1962), reisu-l-ulema v Sarajevu
- 1957–1975 Sulejman-efendija Kemura (1908–1975), reisu-l-ulema v Sarajevu
- 1975–1987 Naim-efendija Hadžiabdić (1918–1987), reisu-l-ulema v Sarajevu
- 1987–1987 místo uprázdněno, Ferhat-efendija Šeta, náib (náměstek)
- 1987–1989 háfiz Husein-efendija Mujić (1918–1993), reisu-l-ulema v Sarajevu
- 1990–1991 místo uprázdněno, úřadem pověřen Jakub-efendija Selimoski (1946–2013)
- 1991–1993 Jakub-efendija Selimoski (1946–2013), reisu-l-ulema v Sarajevu
- 1993–1996 dr. Mustafa-efendija Cerić (*1952), náib (náměstek) a de facto reisu-l-ulema
- 1996–2012 dr. Mustafa-efendija Cerić (*1952), reisu-l-ulema v Sarajevu
- 2012–0000 Husein-efendija Kavazović (*1964), reisu-l-ulema v Sarajevu